# Cneorhinini
Cneorhinini es una tribu de insectos coleópteros curculiónidos pertenecientes a la subfamilia Entiminae.  

## Géneros
Acherdus – Analeurops – Anaptoplus – Ansorus – Ascopus – Attactagenus – Bletonius – Catapionus – Cneorhinus – Cneorrhinicollis – Ectatopsides – Embolodes – Eucrines – Euonychus – Fleurops – Formanekia – Gypopnychus – Haplocopes – Heydeneonymus – Leptolepurus – Leurops – Mestorus – Mimaulus – Mutocneorrhinus – Nodierella – Oenassus – Omotrachelus – Philetaerobius – Philopedon – Polydius – Pomphoplesius – Pomphus – Proictes – Protostrophus – Pseudoblosyrus – Pseudoneliocarus – Pseudopantomorus – Pseudoproictes – Pseudoscolochirus – Pseuonyx – Rhadinocopes – Scolochirus – Synaptocephalodes – Synaptocephalus – Tanysomus